# Makakilo
Makakilo – census-designated place (CDP) na wyspie Oʻahu, w hrabstwie Honolulu, na Hawajach, w Stanach Zjednoczonych. Według szacunków United States Census Bureau w roku 2010 CDP miało 18 248 mieszkańców.

## Geografia
Według United States Census Bureau census-designated place obejmuje powierzchnię 3,8 mil2 (9,9 km²).

## Demografia
Według spisu z roku 2000, CDP zamieszkiwało 13 156 osób, które tworzyło 3 898 gospodarstw domowych i 3 223 rodzin. Średni roczny dochód dla gospodarstwa domowego wynosił 66 515 $ a średni roczny dochód dla rodziny to 67 267 $. Średni roczny dochód na osobę wynosił 20 945 $ (40 067 $ dla mężczyzn i 31 194 $ dla kobiet). 5,1% rodzin i 4,3% mieszkańców census-designated place żyło poniżej granicy ubóstwa, z czego 7,1% to osoby poniżej 18 lat a 3,6% to osoby powyżej 65 roku życia.